# Ferdinand Fränzl
Ferdinand Fränzl (Schwetzingen, 20 maggio 1770 – Mannheim, 27 ottobre 1833) è stato un compositore, violinista e direttore d'orchestra tedesco.

## Biografia
Fu un membro rappresentativo della cosiddetta scuola di Mannheim.
Figlio ed allievo del compositore Ignaz Fränzl, uno dei più eminenti violinisti del suo tempo e membro della cappella di Mannheim, Ferdinand entrò nell'orchestra della corte di Mannheim nel 1782. E già nel 1785 partì per la sua prima tournée assieme al padre, con il quale si esibì in una lunga serie di concerti in Germania, in Austria e in Italia.
Sebbene già un virtuoso affermato, Fränzl, sotto la supervisione di suo padre, completò la sua formazione a Strasburgo con lezioni di composizione e contrappunto con François-Xavier Richter, già insegnante del padre di Ferdinand Fränzl, contrappuntista tradizionalista della vecchia scuola, molto rispettato per la sua musica sacra, e con Ignace Pleyel, allievo di 
Haydn, già compositore rinomato nel filone moderno della musica da camera e della sinfonia. 
Soggiornò anche in Francia (1787), in Russia, in Inghilterra e a Bologna dove studiò sotto la guida di padre Martini.
Nel 1789 fu nominato primo violino della Munich Court Orchestra e dopo due anni si trasferì a Francoforte sul Meno dove ricoprì il ruolo di concertmaster al National Theatre. Contemporaneamente iniziò una serie di tournée in Inghilterra e in Russia. 
In questi anni sposò Johanna, b. Ewald, di Offenbach, con la quale non ebbe figli.
Nel 1806 succedette a Christian Cannabich come direttore della musica strumentale per l'orchestra di corte di Monaco di Baviera.
Louis Spohr, certamente competente per esprimere un giudizio sulla musica, incontrò Ferdinand Fränzl in Russia, durante uno dei suoi concerti, nel maggio 1802. Nonostante alcune parole di elogio, il giudizio di Spohr riguardo Fränzl risultò nel complesso negativo.
Ha composto nove concerti per violino, sei quartetti per strumenti ad arco, duetti e trii per violini, e svariate opere.